# Leptotyphlops anthracinus
Leptotyphlops anthracinus este o specie de șerpi din genul Leptotyphlops, familia Leptotyphlopidae, descrisă de Bailey 1946. Conform Catalogue of Life specia Leptotyphlops anthracinus nu are subspecii cunoscute.